# Schängelbrunnen

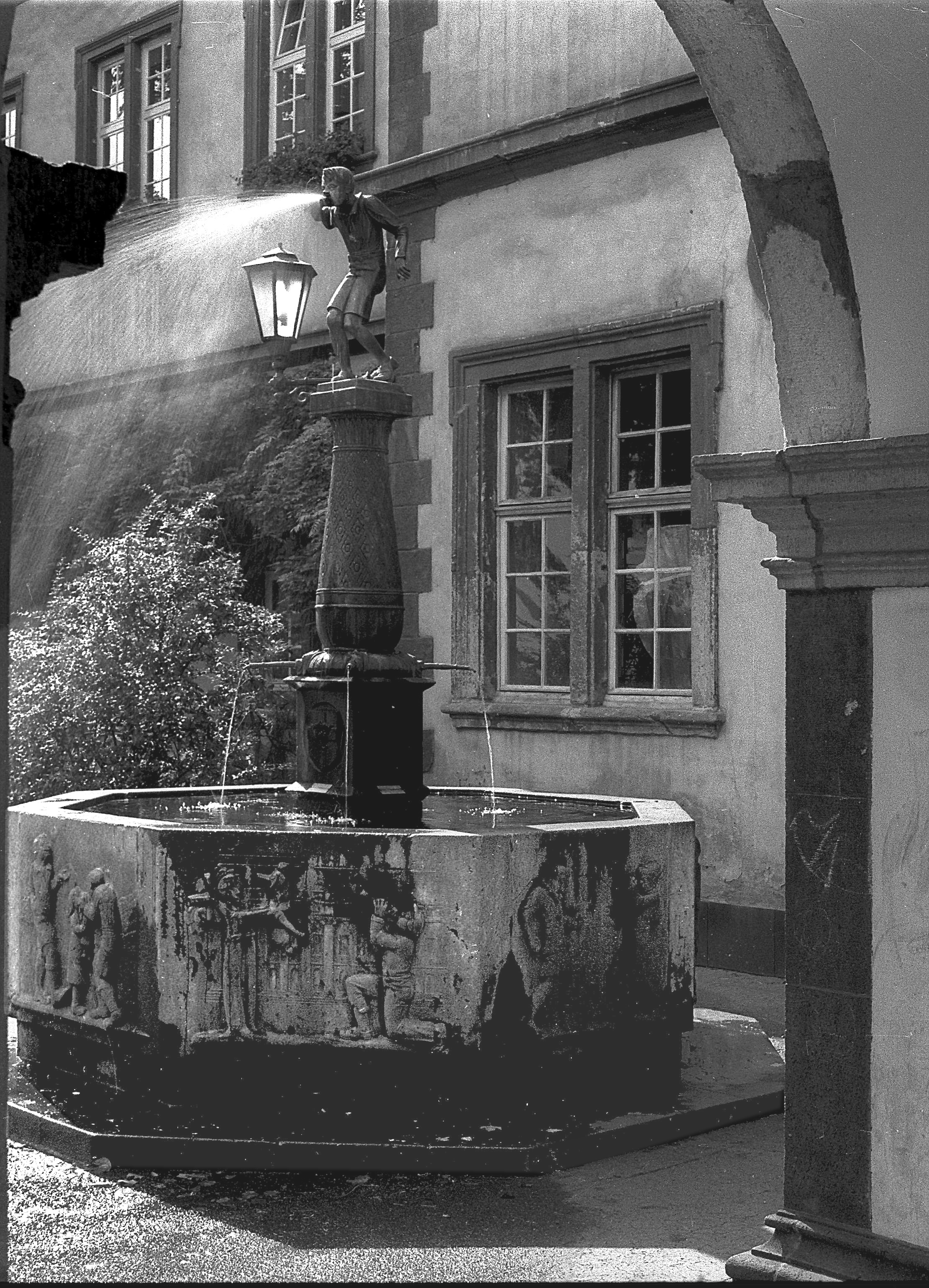
Der Schängelbrunnen im Hof des Koblenzer Rathauses (um 1975)

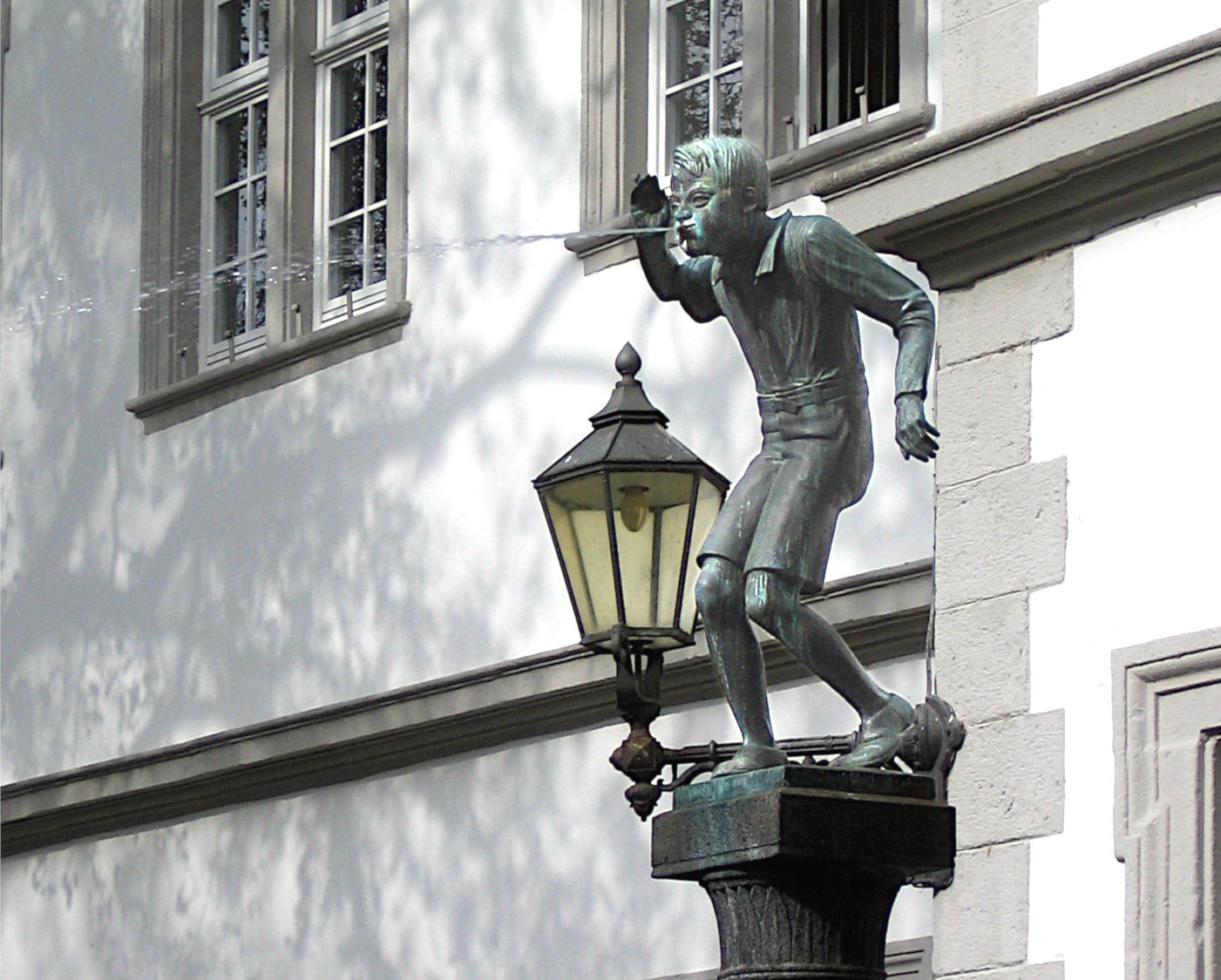
Der speiende Schängel

Der Schängelbrunnen, ursprünglich auch Schängelchen-Brunnen genannt, ist ein Brunnen in der Altstadt von Koblenz. Er steht seit 1941 im Rathaushof (heute Willi-Hörter-Platz), umgeben von Renaissance- und Barockbauten. Mit diesem Brunnen setzte die Stadt dem Koblenzer Schängel und seinen Streichen ein Denkmal, ebenso der Lebensfreude den Koblenzer Bürgern. Der Schängelbrunnen ist ein Wahrzeichen der Stadt Koblenz.

## Geschichte
Der Bau des Schängelbrunnens geht entweder auf eine Initiative des Stadtoberinspektors Wilhelm Smits, der in den Jahren 1925 bis 1945 dem städtischen Kulturamt vorstand, oder auf eine Initiative von Koblenzer Bürgern (u. a. des Koblenzer Karnevalisten Jupp Flohr) zurück. Der Brunnen wurde 1939 von dem Mayener Bildhauer Carl Burger entworfen und bis zum November des Jahres fertiggestellt. Die bronzene Schängelfigur wurde Ende 1939/Anfang 1940 in München gegossen. Im Sommer 1940 saß der Koblenzer Mundartdichter Josef Cornelius, der Verfasser des Schängelliedes, Professor Burger in dessen Mayener Atelier für eines der Reliefs an der Brunnensäule Modell.
Die Vorbereitungen für den Aufbau begannen Ende September 1940, am 29. Oktober konnte der Grundstein gelegt werden. Spätestens am 6. Juni 1941 waren alle Arbeiten am Brunnendenkmal abgeschlossen. Da der Oberbürgermeister Otto Wittgen, der sich sehr für die Errichtung des Denkmals eingesetzt hatte, vor der feierlichen Übergabe gestorben war, übernahm sein Nachfolger Nikolaus Simmer die Einweihung. Sie fand am 15. Juni 1941 am Koblenzer Rathaus statt. Der damals 92-jährige Josef Cornelius, dem der Brunnen gewidmet ist, nahm auch an dieser Feier teil.
Die Schängelfigur auf dem Brunnen blieb von den Metallsammlungen im Zweiten Weltkrieg wie auch von größeren Kriegsschäden verschont. Heute ist der Brunnen, insbesondere die Bronzefigur, nicht nur ein Denkmal für die Koblenzer Lausbuben, sondern auch ein beliebter Anziehungspunkt für Touristen in der Koblenzer Altstadt.

## Bau

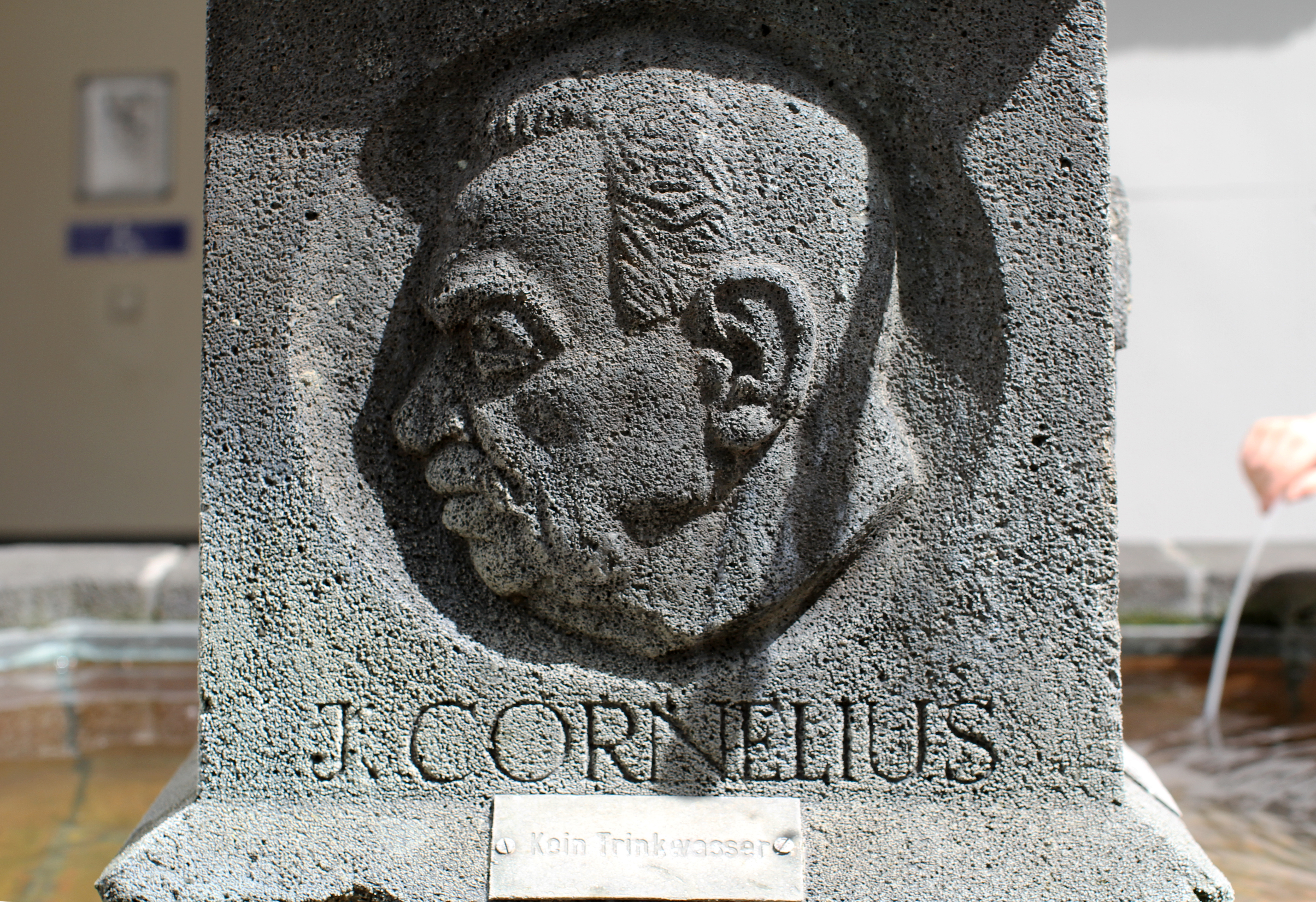
Relief von Josef Cornelius, dem Schöpfer des Schängelliedes, am Schängelbrunnen

Der achteckige Brunnentrog des Schängelbrunnens ist aus Eifeler Basaltlava gefertigt. Er ist mit Reliefs versehen, die Jungenstreiche der kleinen Schängel zeigen. In der Mitte erhebt sich eine Brunnensäule mit Reliefs des Heimatdichters Josef Cornelius, des Komponisten Karl Kraehmer und des Stadtwappens. Auf ihr steht eine Figur aus Bronze, die einem Jungen nachgebildet ist. Für die Bronzefigur stand der damals 11-jährige Rudolf Dany aus Mayen Modell und erhielt von Burger für jede Sitzung ein Honorar von 50 Pfennig. Die Bronzefigur speit etwa alle drei Minuten einen sprühenden Wasserstrahl mehrere Meter weit über das Brunnenbecken hinaus, sodass Passanten vom Wasser getroffen werden können.

## Denkmalschutz
Der Schängelbrunnen ist ein geschütztes Kulturdenkmal nach dem Denkmalschutzgesetz (DSchG) und in der Denkmalliste des Landes Rheinland-Pfalz eingetragen. Er steht in Koblenz-Altstadt auf dem Willi-Hörter-Platz.
Seit 2002 ist der Schängelbrunnen Teil des UNESCO-Welterbes Oberes Mittelrheintal.